# Jornal do Comércio

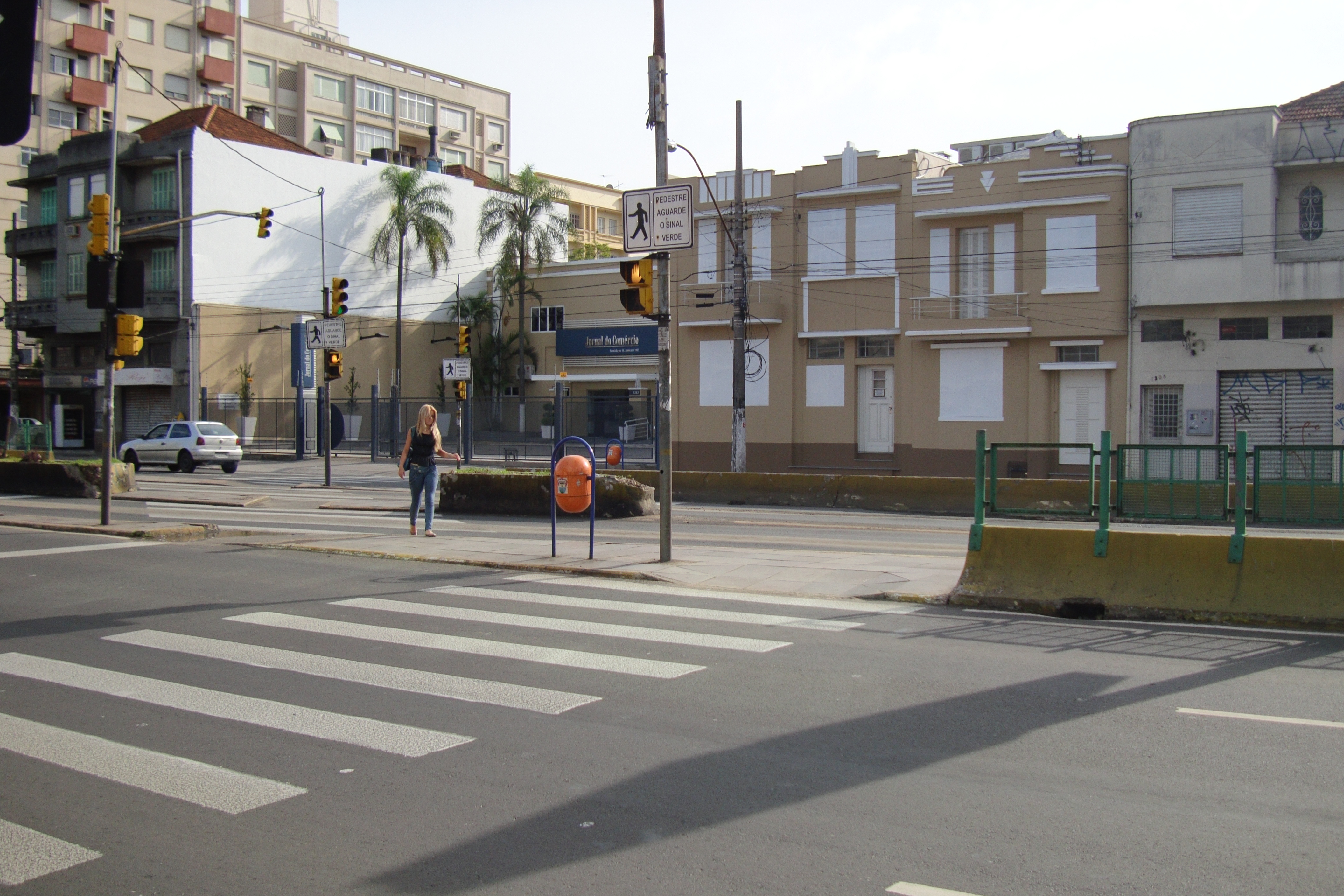
Sede do Jornal do Comércio

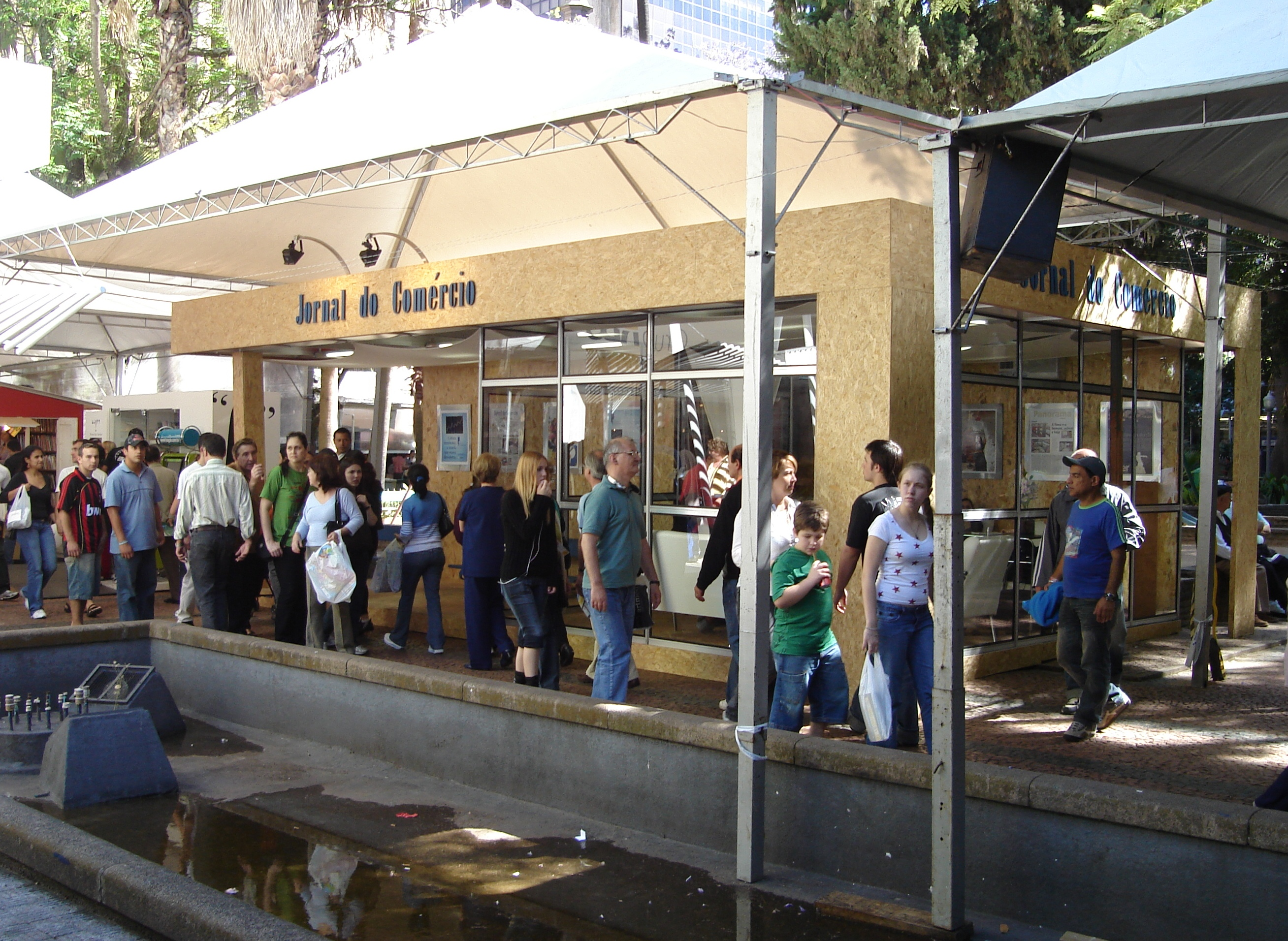
Jornal do Comércio na Feira do Livro de Porto Alegre

O Jornal do Comércio é um veículo de mídia impressa brasileiro, editado em Porto Alegre. Tem como objetivo fazer um jornalismo focado em economia e negócios, além de política, empreendedorismo e cultura. Atualmente, o jornal está presente com edições diárias impressas e nos principais canais digitais, principalmente através do site, e serve como fonte de informação para empresários, executivos, gestores de negócios, profissionais liberais e universitários.

## História
Fundado por Jenor Cardoso Jarros e Zaida Jayme Jarros em 25 de maio de 1933, foi o primeiro jornal segmentado do Brasil. Nasceu do sonho de Jarros, então com pouco mais de 20 anos, de ter um negócio próprio. Com um empréstimo, comprou uma máquina de escrever Remington, um mimeógrafo usado e alugou uma sala na rua General Câmara, 28. Trazia os conhecimentos do tempo que trabalhou com Alencastro Antunes, que também editara um boletim cujos assinantes Jarros herdou.
O Consultor do Comércio, que era seu nome original, tinha como público alvo os comerciantes. Prioritariamente divulgava as chegadas e saídas dos navios de Porto Alegre. Antes dele, havia em Porto Alegre o Jornal do Commercio, que circulou até 1911.
Zaida, que era professora, revisava à noite os números obtidos durante o dia para que, na manhã seguinte, fossem datilografados, mimeografados e distribuídos. Jarros tinha o apoio, ainda, de Ismael Varella.
Na década de 50, o Jornal mudou sua sede da Rua General Câmara para o Palácio do Comércio, passando por uma grande reestruturação. Foram adquiridos novos equipamentos, a veiculação passou de semanal para tri semanal e a equipe já era de vinte funcionários.
Em 1956, quando o nome passou a ser Jornal do Comércio, os conteúdos ligados ao setor econômico ganharam prioridade e é criado o Segundo Caderno, hoje voltado à publicidade legal. Em 1960, o jornal passa a ser diário. Oito anos depois, se transfere para a avenida João Pessoa, 1282, onde está até hoje. Nessa década, o Jornal do Comércio muda sua diretoria em função do falecimento do seu fundador, em 1969. Zaida assumiu como presidente e seu filho, Delmar Jarros, como diretor administrativo, cargos que ocupariam por três décadas. Delmar havia começado a trabalhar na empresa em 1952, aos 15 anos, como entregador.
Nos anos 1970, o jornal criou sucursais no interior do estado, no Rio de Janeiro, São Paulo e Brasília. Na década de 1980, são criados o caderno cultural Panorama e o suplemento Automotor, dedicado aos carros. Também é instituído o prêmio Destaques do Ano, concedido no dia 25 de maio, aniversário do jornal. Em 1997, outro prêmio é criado: O Futuro da Terra destaca cientistas, pesquisadores, pesquisadores, produtores rurais e entidades que desenvolvem a ciência e a tecnologia na preservação do meio ambiente e no progresso da produção agropecuária do Rio Grande do Sul. No mesmo ano, o jornalista Fernando Albrecht assume a coluna Começo de Conversa, na página 3, a mais tradicional do jornal. A década conta, também, com o início da pesquisa Marcas de Quem Decide, que aponta as marcas mais lembradas e preferidas de gestores de negócios em diversos setores da economia.
Em 1998, Mércio Tumelero, genro de Delmar, assume a administração do jornal. A partir daí, uma série de mudanças foram realizadas: a família fundadora passou a fazer parte do conselho de administração e a gestão foi profissionalizada. Com o novo comando, a empresa passa por um grande processo de reestruturação, buscando profissionais com experiência no mercado para gerenciar e dirigir cada departamento. Em 1999, o jornal muda seu projeto gráfico e passa a ser impresso em cores. Em 2001, é lançado o caderno semanal Empresas & Negócios, com reportagens sobre a economia do Rio Grande do Sul e a publicação chega à internet.
Com o falecimento de Zaida Jarros em 2004, Tumelero assume a presidência da empresa e continua com um forte programa de modernização, visando o aperfeiçoamento dos recursos e do trabalho em todas as áreas da empresa, proporcionando um ambiente totalmente remodelado. Em 2009, o JC lança seu novo site onde também passou a publicar matérias em tempo real.
Um novo caderno é criado em 2015: o GeraçãoE está voltado ao empreendedorismo e inovação. Três anos depois, sai a primeira edição do Anuário de Investimentos do Rio Grande do Sul, que mapeia aportes públicos e privados no estado. No ano de 2023, é lançado o primeiro Mapa Econômico do RS, que faz uma radiografia das cadeias produtivas gaúchas.
Em 1º de novembro de 2023, Giovanni Jarros Tumelero, filho de Mércio, assumiu a presidência do jornal.

## Suplementos semanais
2º Caderno (de segunda à sexta-feira) - um caderno para as empresas publicarem atas, avisos, balanços, comunicados aos acionistas, convocações, editais e informes. É um espaço focado em publicidade legal e fonte de diversos dados financeiros das maiores empresas do RS.
Empresas & Negócios (segunda-feira) - aborda os mais diversos assuntos da economia, como agronegócio, varejo, finanças, gestão, governança, investimentos, mercado, negócios, RH, Responsabilidade Social, Sustentabilidade, TI e cases de empresas e pessoas.
Panorama (de segunda à quinta-feira) - retrata a vida cultural de Porto Alegre e das principais cidades gaúchas. Espetáculos musicais, agenda de teatro, artes visuais, literatura, festas e ciclos de cinema fazem do Panorama o veículo essencial para estar sempre bem informado.
Jornal da Lei (terça-feira) - reportagens exclusivas das diversas áreas do Direito. É a fonte de informação para acompanhar o mundo jurídico.
Contabilidade (quarta-feira) - conteúdo especializado da área, com seções variadas sobre legislação, economia, finanças, tributos, papel do contador na gestão empresarial, agenda fiscal e mercado de trabalho dos profissionais da contabilidade.
GeraçãoE (quinta-feira) - empreendedorismo, negócios, inovação e histórias inspiradoras de pessoas que estão por trás dos negócios.
Logística (terça-feira) -trata dos principais assuntos que estão em discussão no setor de Logística. Abrange temas como transportes de passageiros e cargas em todas as esferas: rodoviária, hidroviária, ferroviária e aérea. Também apresenta reportagens sobre o que há de mais moderno em tecnologias na área.
Viver (sexta-feira)  - as melhores opções para o fim de semana, com destaque para as estreias de cinema e de teatro. Críticas especializadas, música, estilo, moda, gastronomia e reportagens exclusivas em um caderno que ilustra o que há de mais importante na cena cultural do Rio Grande do Sul.

## Colunistas
- Fernando Albercht (Começo de Conversa)
- Patricia Comunello (Minuto Varejo)
- Bruna Suptitz (Pensar a Cidade)
- Patrícia Knebel (Mercado Digital)
- Affonso Ritter (Observador)
- Edgar Lisboa (Repórter Brasília)
- Roberto Brenol Andrade (Palavra do Leitor)
- Ivan Mattos (Olha Só)
- Marco A. Birnfeld (Espaço Vital)
- Antônio Hohlfeldt (Crítica de Teatro)
- Osni Machado (Empresários & Cia.)
- Jaime Cimenti (Livros)
- Hélio Nascimento (Cinema)
- Dom Jaime Spengler (A Voz do Pastor)
- Vinícius Ferlauto (Automotor)
- João Satt (Visão de Mercado)

## Ex-colunista
- Danilo Ucha (in memoriam)
- Eduardo Bins Ely (in memoriam)

## Cadernos Especiais
- Marcas de Quem Decide
- Especial IR
- Cenário Digital
- Dia da Indústria / Aniversário JC
- Meio Ambiente
- Dia do Comércio
- Cooperativismo
- Produtor Rural
- Expointer
- Prêmio Futuro da Terra
- Construção Civil
- Seguros e Previdência
- Dia do Médico
- Vinhos e Espumantes (Gastronomia)
- Responsabilidade Social
- Anuário de Investimentos
- Perspectivas